# Alte Schlossmühle Georghausen

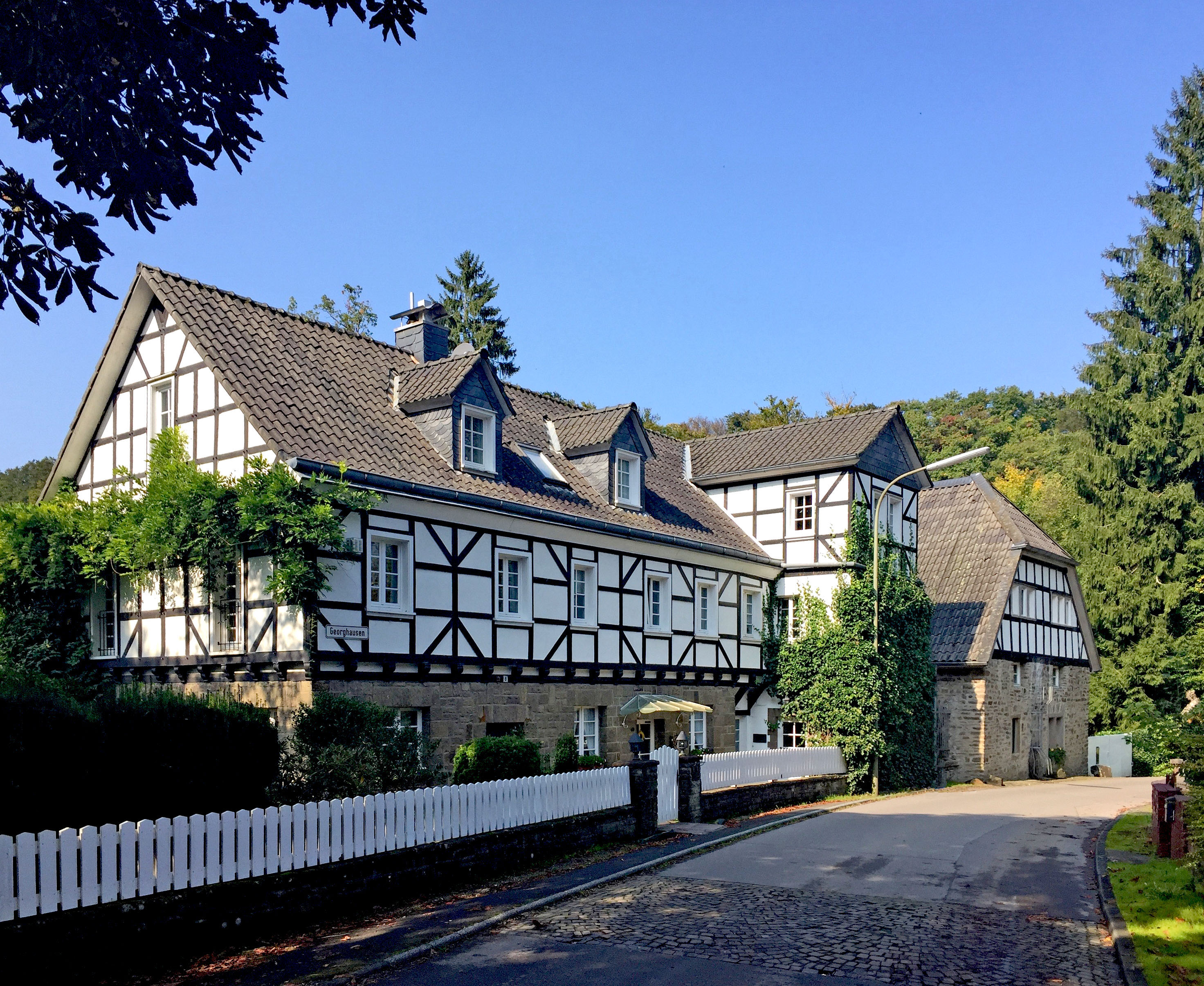
Alte Schlossmühle Georghausen

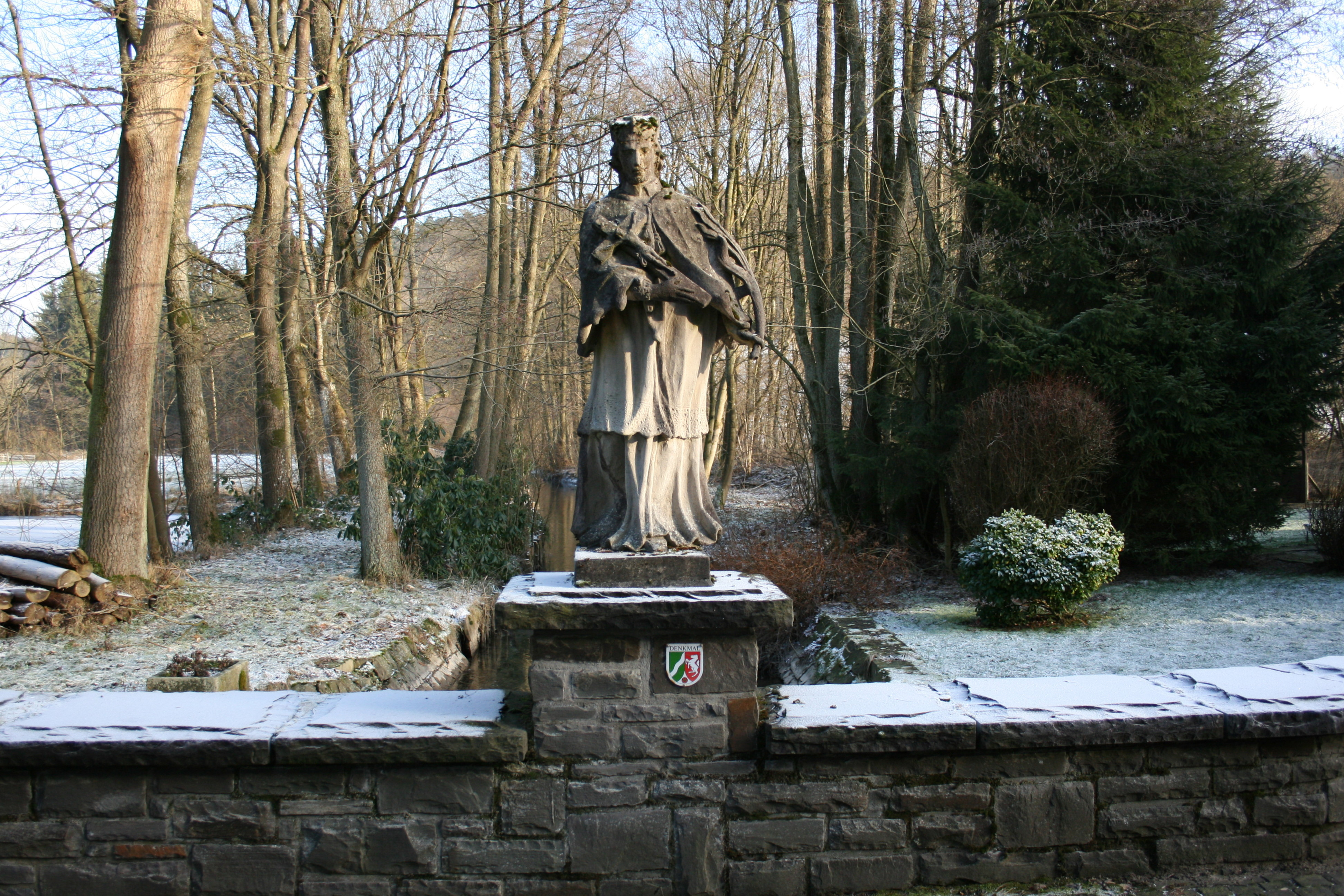
Nepomuk-Statue auf der Mühlenbrücke

Die Alte Schlossmühle ist ein denkmalgeschütztes Profangebäude in Georghausen, einem Ortsteil von Lindlar im Oberbergischen Kreis (Nordrhein-Westfalen).

## Geschichte und Architektur
Der zweistöckige Bruchsteinbau unter einem Knüppelwalmdach wurde am Ende des 18. Jahrhunderts errichtet. Bei dem Umbau zum Wohnhaus blieben die Mahlgänge erhalten. Die wassertechnischen Anlagen einschließlich der Mühlenbrücke stehen ebenfalls unter Denkmalschutz und stammen weitgehend aus dem 19. Jahrhundert. Auf ihr steht die steinerne Statue der Hl. Johann Nepomuk.